# TUZ Ubezpieczenia
TUZ Ubezpieczenia (TUZ) – towarzystwo ubezpieczeń wzajemnych z siedzibą przy Domaniewskiej 41 w Warszawie, oferujące ubezpieczenia komunikacyjne, majątkowe i odpowiedzialności cywilnej dla osób fizycznych i prawnych.

## Opis
W lipcu 2003 roku towarzystwo otrzymało zezwolenie Ministra Finansów na działalność ubezpieczeniową. Jest to jedno z nielicznych towarzystw ubezpieczeń wzajemnych - klienci towarzystwa są jednocześnie jego współwłaścicielami. Firma oparta jest na polskim kapitale.
Marka jest w fazie przekształcenia w spółkę akcyjną. Według informacji medialnych ten proces ma zakończyć się w połowie 2025 roku. TUZ oferuje polisę dla klientów indywidualnych. W swojej ofercie indywidualnej ubezpieczają osoby, domy i mieszkania, samochody, maszyny rolnicze. Posiadają również ofertę dla firm oraz ubezpieczenia odpowiedzialności cywilnej.
TUZ jest popularny wśród placówek oświaty przez wprowadzenie do oferty polisy „Bezpieczna Nauka”, polisa zapewnia ochronę uczniów przez 24 godziny na dobę, zarówno w szkole, jak i poza nią. TUZ jako jedno z pierwszych towarzystw ubezpieczeniowych w Polsce wprowadziło ofertę ubezpieczeń rolniczych z dopłatą z budżetu państwa. Ich oferta ubezpieczeń rolniczych stale się rozszerza, w październiku 2024 roku rozpoczęli sprzedaż ubezpieczeń upraw rolnych i zwierząt gospodarskich, które są objęte dopłatami z budżetu państwa wynoszącymi do 65% składki. W ofercie znajdują się m.in. ubezpieczenia zbóż ozimych, ich mieszanek, rzepaku oraz rzepiku.
W odpowiedzi na powódź w Europie Środkowej w 2024 roku podjęli działania mające na celu wsparcie poszkodowanych klientów. Firma opublikowała szczegółowe wytyczne dotyczące postępowania po zalaniu nieruchomości, ułatwiając proces zgłaszania szkód i przyspieszając wypłatę odszkodowań.

## Nagrody
W 2019 roku KNF przyznała im nagrodę „Instytucja Finansowa Przyjazna Mediacji” po raz pierwszy. Ich oferta ubezpieczeniowa „Bezpieczny Dom” zwyciężyła w rankingu Rzeczpospolitej w kategorii „Ubezpieczenie mieszkania”. Ta sama oferta została również wyróżniona w Gazecie Finansowej. TUZ jest zwycięzcą konkursu „Teraz Polska” za swoją ofertę „Bezpieczny Dom” w XXXII Edycji konkursu za najlepsze produkty i usługi.
W lipcu 2024 prezes zarządu Jarosław Matusiewicz został nagrodzony dyplomem „Człowieka miesiąca” przez Gazetę Ubezpieczeniową – za powrót do grona menedżerów polskiego rynku ubezpieczeń dzięki powołaniu na stanowisko prezesa zarządu TUZ Ubezpieczenia oraz ponownemu wejściu w skład Komisji Rewizyjnej Polskiej Izby Ubezpieczeń.
We wrześniu 2024 roku, w rankingu Gazety Finansowej „Złota Setka”, TUZ zajęło 40 miejsce wśród wszystkich instytucji finansowych w Polsce pod względem przychodu i 20 miejsce w zestawieniu najbardziej dynamicznych.
W październiku 2024 roku Krystian Wiercioch, zastępca przewodniczącego Komisji Nadzoru Finansowego, oraz prof. dr hab. Aleksander Chłopecki, prezes Sądu Polubownego przy KNF, ponownie wręczyli im nagrodę „Instytucja Finansowa Przyjazna Mediacji”. W tym roku liczba laureatów była mniejsza niż w poprzedniej edycji.
W listopadzie 2024 roku przedsiębiorstwo znalazło się w rankingach Rzeczpospolitej, zajmując: 1. miejsce w notowaniu najlepsze ubezpieczenia domu – ryzyka nazwane oraz 2. miejsce w rankingu najlepsze ubezpieczenia domu – all risk.
W grudniu 2024 roku firma TUZ Ubezpieczenia znalazła się na liście przedsiębiorstw, które dbają o najwyższą jakość obsługi klienta, sporządzonej przez Gazetę Finansową.

## Akcje społeczne
W czasie pandemii COVID-19, pracownicy TUZ Ubezpieczenia zaangażowali się w akcję szycia maseczek w ramach inicjatywy „Warszawa szyje maski dla medyków”. Pracownicy uszyli około 2000 maseczek, z czego 1535 trafiło do placówek medycznych, a pozostałe przekazano pracownikom TUZ wracającym do biur.